# Cantone di Aumont-Aubrac
Il Cantone di Aumont-Aubrac è una divisione amministrativa dell'arrondissement di Mende.
A seguito della riforma approvata con decreto del 25 febbraio 2014, che ha avuto attuazione dopo le elezioni dipartimentali del 2015, è passato da 6 a 31 comuni.

## Composizione
I 6 comuni facenti parte prima della riforma del 2014 erano:
- Aumont-Aubrac
- La Chaze-de-Peyre
- Fau-de-Peyre
- Javols
- Sainte-Colombe-de-Peyre
- Saint-Sauveur-de-Peyre

Dal 2015 i comuni appartenenti al cantone sono i seguenti 31:
- Albaret-le-Comtal
- Arzenc-d'Apcher
- Aumont-Aubrac
- Les Bessons
- Brion
- Le Buisson
- Chauchailles
- La Chaze-de-Peyre
- La Fage-Montivernoux
- La Fage-Saint-Julien
- Fau-de-Peyre
- Fournels
- Grandvals
- Les Hermaux
- Javols
- Malbouzon
- Marchastel
- Les Monts-Verts
- Nasbinals
- Noalhac
- Prinsuéjols
- Recoules-d'Aubrac
- Saint-Juéry
- Saint-Laurent-de-Muret
- Saint-Laurent-de-Veyrès
- Saint-Pierre-de-Nogaret
- Saint-Sauveur-de-Peyre
- Sainte-Colombe-de-Peyre
- Les Salces
- Termes
- Trélans